# 984 Gretia
984 Gretia è un asteroide della fascia principale del diametro medio di circa 31,91 km. Scoperto nel 1922, presenta un'orbita caratterizzata da un semiasse maggiore pari a 2,8046153 UA e da un'eccentricità di 0,1952326, inclinata di 9,08548° rispetto all'eclittica.
Il suo nome è dedicato alla cognata dell'astronomo tedesco Albrecht Kahrstedt.